# Apuan (Baturiti)
Apuan is een bestuurslaag in het regentschap Tabanan van de provincie Bali, Indonesië. Apuan telt 2952 inwoners (volkstelling 2010).